# Das Grüne Buch

Umschlag der ersten deutschen Ausgabe

Das Grüne Buch (arabisch الكتاب الأخضر al-Kitāb al-achdar, DMG al-kitāb al-aḫḍar) ist ein Buch Muammar al-Gaddafis, das ab 1975 in drei Teilen herausgegeben wurde. Es befasst sich mit der Regierungsform der Demokratie und der sozialen Ordnung, während es sich zugleich von den herrschenden Systemen der westlichen Länder und denen im damaligen Ostblock distanziert.

## Inhalt
Das Buch ist in drei Kapitel mit Zwischenüberschriften und Randbemerkungen auf grünem Grund gegliedert.
- Kapitel 1: Die Lösung des Demokratieproblems – „Die Macht des Volkes“. Die politische Grundlage der Dritten Universaltheorie.
  - Abschnitte: Das Regierungsinstrument – Parlamente – Die Partei – Klasse – Volksentscheid – Volkskongresse und Volkskomitees – Das Gesetz der Gesellschaft – Wer kontrolliert das Verhalten der Gesellschaft? – Wie findet die Gesellschaft im Falle einer Abweichung von ihrem Gesetz ihre Richtung wieder? – Die Presse.
- Kapitel 2: Die Lösung des wirtschaftlichen Problems – „Der Sozialismus“. Der ökonomische Aspekt der Dritten Universaltheorie.
  - Abschnitte: Bedürfnis – Beispiel von Lohnarbeit für die Gesellschaft, von Lohnarbeit für eine private Tätigkeit, und nicht gegen Lohn geleistete Arbeit – Schlußfolgerung – Andere Beispiele.
- Kapitel 3 (mit Zwischenüberschriften in grüner Schrift): Die soziale Basis der Dritten Universaltheorie.
  - Abschnitte: Die Familie – Der Stamm – Vorteile des Stammes – Die Nation – (in schwarzer Schrift mit grün hervorgehobenen Sätzen im Fließtext:) Die Frau – (weiter mit grünen Zwischenüberschriften:) Minderheiten – Die Schwarzen werden sich in der Welt durchsetzen – Erziehung – Kultur und Kunst – Sport, Reitkunst und Veranstaltungen.

Gaddafi bezeichnet die vorhandenen Systeme als nicht wahrhaft demokratisch, da die Menschen nur Repräsentanten bestimmen könnten, von deren Verhalten sie fortan abhängig seien, nicht aber selber direkten Einfluss im System hätten. Zitat: „Ein politischer Kampf, dessen Ergebnis der Sieg eines Kandidaten mit 51 % Stimmenanteil ist, führt zu einem als Demokratie bemäntelten diktatorischen Regierungskörper, da 49 % der Wählerschaft von einem Herrschaftsinstrument regiert werden, für das sie nicht gestimmt haben, sondern das ihnen auferlegt worden ist. Das ist Diktatur.“ Immerhin wird dem Volk das Recht zugestanden, „zu kämpfen, durch die Volksrevolution die Instrumente zu zerstören, die die Demokratien widerrechtlich in Besitz nehmen und sie dem Einfluss der Massen entziehen.“
Es wird ein Vorschlag eines Systems präsentiert, das die Beteiligung des Volkes am politischen Prozess durch die Instrumente des Volkskongresses und der Volkskomitees sicherstellen soll.
Es äußert sich zudem zu den Herrschaftsordnungen auf den Ebenen von Familie, Stamm und Nation, die er jeweils als Verbände auffasst, die sich auf Grund verwandtschaftlicher Nähe aus den Einheiten der nächstniederen Ebene bilden und nach Auffassung Gaddafis die drei Ebenen der Gesellschaft bilden, welche maßgeblich die gesellschaftliche Ordnung prägen.
Gaddafi bezeichnete seine Theorien als „Dritte Universaltheorie“; das ist zu verstehen als Alternative zu den Systemen des Kapitalismus und des Kommunismus.
In einer Rede vor dem höchsten libyschen Gremium, dem „Allgemeinen Volkskongress“, erklärte Gaddafi im Jahr 2003 seine Politik der letzten drei Jahrzehnte, und damit auch die Dritte Universaltheorie als deren Grundlage, für gescheitert.

### Rolle der Frau
In markantem Gegensatz zu anderen arabischen Sozialisten standen Gaddafis Ansichten zur Rolle der Frau. Im Grünen Buch führte er aus, dass Frauen und Männer in der ganzen Natur – und somit auch beim Menschen – verschiedene Eigenschaften hätten: Die Frau sei zart und schön geschaffen, der Mann hingegen stark und widerstandsfähig. Daraus ergäben sich verschiedene Aufgaben der beiden Geschlechter: Die Frau sei für Arbeit im Haus und Erziehung der Kinder geschaffen, für körperliche Arbeit hingegen ungeeignet. Die Frau solle Eigentümerin des Hauses sein, weil sie von der Natur zur Kindererziehung bestimmt sei; Kindertagesstätten verglich Gaddafi mit Geflügelfarmen. Auch Menstruation und Schwangerschaft seien Zustände von Schwäche, die eine Aufgabenteilung zwischen Mann und Frau notwendig machten. Die Natur habe Mutterschaft, Hausarbeit und Kindererziehung als natürliche Aufgabe für die Frauen vorgesehen, eine Frau, die körperlich arbeite, sei unfrei, auch wenn sie dies selbst nicht so empfinde. Die wahre Befreiung der Frau bestünde in der Anerkennung ihres natürlichen Wesens.
Die praktische Umsetzung der Theorie bestand darin, dass Frauen bei einer Scheidung das gemeinsame Haus oder die Wohnung behalten durften. Trotz Gaddafis Theorie gab es Kindertagesstätten für berufstätige Frauen sowie Frauen in klassischen „Männerberufen“ wie Polizistinnen oder Pilotinnen. 1979 richtete Gaddafi eine Militärakademie für Frauen ein. Die meisten gebildeten Frauen waren aber im Gesundheitswesen und als Lehrerinnen tätig, und die Frauenerwerbsquote lag Mitte der 1990er Jahre unter 10 %. Die Vielehe blieb in Libyen, anders als im benachbarten Tunesien, erlaubt, der Mann musste für die Heirat einer Zweitfrau lediglich die Genehmigung der anderen Ehefrau einholen.

## Rezeption
Nachdem im März 2011 während des Bürgerkrieges Exemplare von Protestierenden verbrannt worden waren, äußerte der Libyen-Experte Dirk Vandewalle vom Dartmouth College in einem Radio-Interview, die Ansicht sei weit verbreitet, das Buch stelle keine in sich geschlossene Philosophie, sondern eher eine Ansammlung von Aphorismen dar. Das „Internationale Studien- und Forschungszentrum des Grünen Buches in Tripolis“ sorgte für eine ständige Präsenz des Buches nicht nur in Libyen, wo es in der Schule gelesen und öfters in Funk und Fernsehen zitiert wurde, sondern verbreitete es auch in zahlreichen Fremdsprachen. – In deutscher Sprache wurden mehrere Auflagen im Verlag Siegfried Bublies herausgegeben, der als extrem rechts gilt.
Auf die Frage „Herr Dr. Lohmann, was ist das ‚Grüne Buch‘?“ gab Lohmann die Antwort: „Ein Mythos. Man hat es oft als politische Theorie missverstanden, aber es hat keinen Argumentationszusammenhang. Es dient der Identitätsstiftung. Wenn man es liest, versteht man es eigentlich überhaupt nicht, weil es in sich sehr widersprüchlich ist.“

## Werbung für das Buch
In der Saison 1987/1988 machte der Eishockeyverein ECD Iserlohn – finanziell schwer angeschlagen – ein Spiel lang Trikotwerbung für Das Grüne Buch, bevor das mediale Aufsehen in der Öffentlichkeit den Deutschen Eishockey-Bund veranlasste, dem Verein die Fortführung der Werbung zu untersagen. Der Verein bestritt danach lediglich noch ein Spiel, bevor er in Konkurs ging. Ob tatsächlich ein Vertrag mit Gaddafi bestand und welchen finanziellen Umfang er eventuell gehabt hat, ist nicht bekannt. Der Vorsitzende des Vereins, Heinz Weifenbach, hatte tatsächlich einige Zeit vorher Libyen besucht.

## Ausgabe
- Das Grüne Buch. Die dritte Universaltheorie. Verlag Bublies, Koblenz 1988 bis 2000, ISBN 3-926584-02-5; neu aufgelegt 2014 in Beltheim-Schnellbach: ISBN 9783937820095.